# Joyce Tafatatha
Joyce Feith Tafatatha (ur. 18 kwietnia 1998 w Blantyre) – malawijska pływaczka specjalizująca się w stylu dowolnym.
Brała udział w pływaniu na 50 metrów stylem dowolnym na Letnich Igrzyskach Olimpijskich 2012, zajmując 46. miejsce.